# Шипстор
Шипстор — село, громада та маєток у регіоні Дартмур графства Девоншир на південному заході Англії. На північ від села знаходиться Бурраторське водосховище, яке є північним кордоном громади.
Місцевою архітектурною особливістю є церква Святого Леонарда, побудована з граніту в XV столітті на місці каплиці XII століття. На церковному цвинтарі поховані Джеймс Брук та інші «Білі раджі» Сараваку.

## Галерея

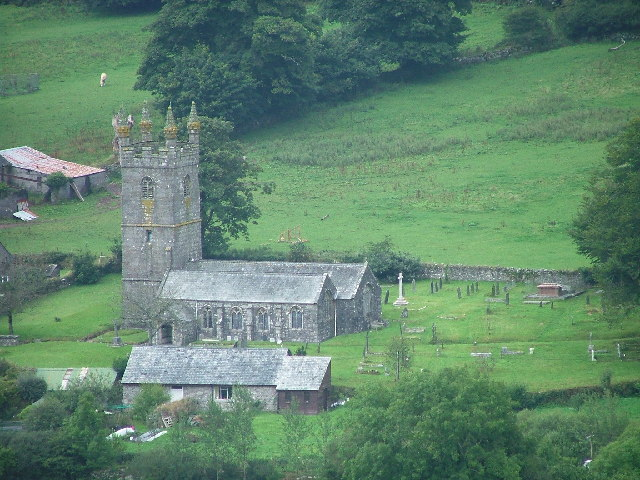
Церква Святого Леонарда
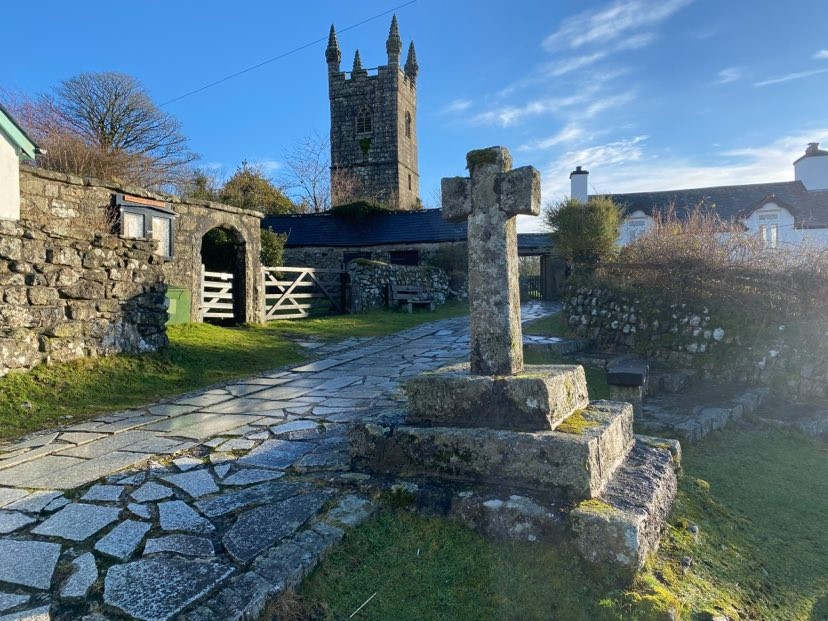
Шипсторський хрест
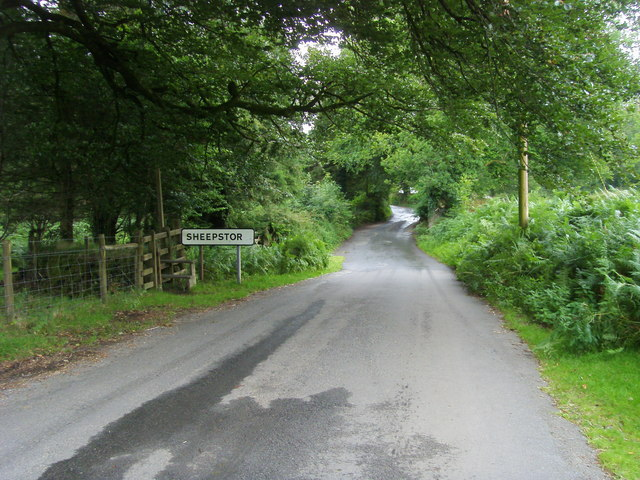
В’їзд у село